# Chrome Dreams II
Chrome Dreams II es el trigésimo álbum de estudio del músico canadiense Neil Young, publicado por la compañía discográfica Reprise Records en octubre de 2007.
El álbum debe su nombre a Chrome Dreams, un disco inédito de Young originalmente programado para publicarse en 1977 y que fue archivado en favor de American Stars 'N Bars. Tras su lanzamiento, Chrome Dreams II debutó en el puesto once de la lista estadounidense Billboard 200, con 54 000 copias vendidas en el país durante su primera semana. La canción "No Hidden Path" fue nominada al Grammy a la mejor interpretación vocal de rock solista en la 51ª gala de los premios.

## Producción
Chrome Dreams II fue producido por "The Volume Dealers", un equipo integrado por el propio Young y por Niko Bolas, e incluyó al batería de Crazy Horse Ralph Molina, al guitarrista Ben Keith (Harvest, Comes a Time, Harvest Moon) y al bajista Rick Rosas (Freedom, Living with War, This Note's for You). The Blue Note Horns figura en el tema "Ordinary People", mientras que The Young People's Chorus de Nueva York aparece en "The Way". Gran parte del álbum fue grabado en directo con escasa sobreproducción, realizada en el Feelgood's Garage Studio, cerca de Redwood City, California.
Según Young: 

"Es un álbum con una forma basada en algunas de mis primeras grabaciones, con una larga variedad de canciones, en lugar de cualquier otro tipo específico de canción. Mientras que Living with War y Everybody's Rockin' fueron álbumes enfocados en un tema o en un estilo, Chrome Dreams II es más bien como After the Gold Rush o Freedom, con varios tipos de canciones trabajadas juntas para crear una atmósfera. Ahora que los formatos en la radio no son tan influyentes como lo fueron en su momento, es más fácil publicar un álbum que entrecruza todos los formatos con un mensaje a través de ellos, sin importar el tipo de canción o de sonido. Algunos oyentes dijeron que el álbum era positivo y espiritual. Me gustaría pensar que está enfocado en la condición humana. Algunas canciones, como "Ordinary People", necesitan esperar el tiempo necesario. Creo que ahora es el momento justo para esa canción y convive bien con las nuevas canciones que escribí en meses anteriores.

Las tres primeras canciones de Chrome Dreams II datan de la década de 1980: "Beautiful Bluebird" fue grabada para la primera versión de Old Ways que fue archivada por Geffen Records, mientras que "Boxcar" procede de la versión original de Time Square, posteriormente reconvertido en el álbum de 1989 Freedom. Por otra parte, "Ordinary People", que fue grabada en las sesiones del álbum This Note's for You, fue interpretada con frecuencia en los conciertos de la gira con The Bluenotes para promocionar el álbum. "Ordinary People" fue elegido como el primer sencillo de Chrome Dreams II, si bien su extrema duración (un total de 18 minutos) impidió incluirla en las limitadas listas de reproducción de las radios.
Chrome Dreams II fue publicado en varios formatos: una edición en formato CD, con un DVD adicional que incluyó las canciones del álbum en formato estéreo con resolución 24 bit/96 kHz, y una edición en vinilo de 180 gramos.

## Recepción
Tras su publicación, Chrome Dreams II obtuvo en general buenas reseñas de la prensa musical, con una media ponderada de 76 sobre 100 en la web Metacritic basada en 27 reseñas. La revista Mojo lo calificó como «un álbum de gran profundidad emocional y desinhibición artística», mientras que Hot Press comentó: «A diferencia de su reciente producción, aquí no hay ninguna preocupación primordial y solo hay un puñado de buenas canciones». La revista Paste comentó: «Young descorcha su legendario doble golpe, monta un par de relatos sociales detallados y panorámicos mientras rasga las cuerdas de la guitarra y desnuda su psique».  En la revista Spin, Joe Gross escribió: «Young ha pasado el balance de su siglo publicando álbumes terribles (Are You Passionate?), álbumes conceptuales (Greendale) y álbumes efectistas pero afectivas (Living with War). Así que es extraño encontrarse un disco como los que solía hacer, con riffs distorsionados por su propia gracia y rock casi rústico con un sentido tangible de pérdida y esperanza. Los 18 minutos de "Ordinary Love" grabarán titulares por su épico blues del trabajador, aunque la sección de vientos aplasten el ardor de la guitarra».
En el plano comercial, Chrome Dreams II alcanzó el puesto 11 en la lista estadounidense Billboard 200 y el seis en la lista Top Rock Albums. En el Reino Unido, el álbum llegó al puesto catorce, mientras que en Canadá alcanzó la octava posición de la lista Canadian Albums Chart. En algunos países europeos como Noruega y Francia obtuvo mejores resultados, al alcanzar el puesto cinco y nueve respectivamente.

## Lista de canciones
Todas las canciones escritas y compuestas por Neil Young. 
| N.º | Título               | Duración |  |
| 1.  | «Beautiful Bluebird» | 4:27     |  |
| 2.  | «Boxcar»             | 2:44     |  |
| 3.  | «Ordinary People»    | 18:13    |  |
| 4.  | «Shining Light»      | 4:44     |  |
| 5.  | «The Believer»       | 2:39     |  |
| 6.  | «Spirit Road»        | 6:32     |  |
| 7.  | «Dirty Old Man»      | 3:17     |  |
| 8.  | «Ever After»         | 3:32     |  |
| 9.  | «No Hidden Path»     | 14:31    |  |
| 10. | «The Way»            | 5:15     |  |

## Personal
| Músicos - Neil Young: guitarra acústica, eléctrica, banjo, armónica, piano, órgano Hammond B3, vibráfono y voz. - Ben Keith: pedal steel guitar, dobro, guitarra eléctrica, órgano Hammond B3 y coros. - Rick Rosas: bajo y coros. - Ralph Molina: batería, percusión y coros - Joe Canuck: coros en «Ordinary People». - Frank "Pancho" Sampedro: guitarra en «Ordinary People». - Chad Cromwell: batería en «Ordinary People». - Ben Keith: saxofón alto en «Ordinary People». - Steve Lawrence: saxofón tenor y teclados en «Ordinary People». - Larry Cragg: saxofón barítono en «Ordinary People». - Claude Cailliet: trombón en «Ordinary People». - John Fumo: trompeta en «Ordinary People». - Tom Bray: trompeta en «Ordinary People». - Moraima Ávalos, William Cabiniss, Che Elliott, Vera Kahn, Rosa Loveszy, Christina Lu, Jamal Marcelin, Helen Parzick, Lluvia Pérez, Owen Smith, Julie Urena, Emily Viola, Reginald Wilson, Catherine McGough, Rebecca Shaw: coros en «The Way». - Francisco J. Nuñez: director de coro en «The Way». - Elizabeth Nuñez: conductora de coro | Equipo técnico - Niko Bolas: productor musical - John Hausmann: ingeniero asistente - Rob Clark: ingeniero asistente - L.A. Johnson: productor musical - Will Mitchell: sonido de estudio - Harry Sitam: ingeniero de sonido - Rob Clark: edición digital - John Nowland: conversión analógica-digital - Tim Mulligan: masterización |

## Posición en listas
| País              | Lista                      | Posición |
| ----------------- | -------------------------- | -------- |
| Alemania          | Media Control Top-50 Chart | 13       |
| Australia         | ARIA Albums Chart          | 38       |
| Austria           | Ö3 Austria Top 40          | 27       |
| Bélgica (Flandes) | Ultratop 200 Albums        | 16       |
| Bélgica (Valonia) | Ultratop 200 Albums        | 40       |
| Canadá            | Canadian Albums Chart      | 8        |
| Dinamarca         | Danish Chart               | 20       |
| España            | Promusicae                 | 80       |
| Estados Unidos    | Billboard 200              | 11       |
| Estados Unidos    | Top Rock Albums            | 6        |
| Finlandia         | Top 50 Albums              | 32       |
| Francia           | SNEP Albums Chart          | 9        |
| Noruega           | VG-lista Albums Chart      | 5        |
| Reino Unido       | UK Albums Chart            | 14       |
| Países Bajos      | Mega Album Tol 100         | 14       |
| Suecia            | Albums Top 60              | 13       |
| Suiza             | Hit Parade Albums Top 100  | 72       |